# Bernd Hillemeier

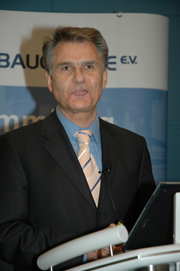
Bernd Hillemeier (2006)

Der zweithöchste Kühlturm der Welt (200 m) in Niederaußem

Denkmal für die ermordeten Juden Europas

Bernd H. Hillemeier (* 29. Januar 1941) war Hochschulprofessor für Baustoffe und Baustoffprüfung an der TU Berlin.
Nach dem Abitur 1962 und dem Bauingenieurstudium mit anschließender Promotion bei Hubert K. Hilsdorf an der Universität Karlsruhe (TH) war er von 1978 bis 1990 Leiter „Zentrales Qualitätswesen“ in einem Baukonzern. Von 1990 bis 2009 war er Universitätsprofessor für Baustoffe, Baustoffprüfung und Bauchemie an der Technischen Universität Berlin (TU Berlin) und von 1992 bis 2009 gleichzeitig Direktor des Instituts für Erhaltung und Modernisierung von Bauwerken (IEMB). Er war maßgeblich an der Entwicklung neuer Baustoffe sowie an neuen Prüfmethoden im Bauwesen (u. a. die Spanndrahtbruchortung) beteiligt. Unter anderem wurde am Fachgebiet Baustoffe und Baustoffprüfung (TU Berlin) säurerebeständiger Beton entwickelt. Aus diesem Beton wurde der mit 200 m zweithöchste Kühlturm der Welt in Niederaußem gebaut. Beratend war er ebenfalls an der Entwicklung der Betonrezeptur der Betonstelen für das Denkmal für die ermordeten Juden Europas beteiligt.
2006 erhielten er und Andrei Walther für das Verfahren der Spanndrahtbruchortung in Querspanngliedern von Spannbetonbrücken den Innovationspreis Berlin-Brandenburg. Ende 2007 konnte er auf Grund von theoretischen Ansätzen und Berechnungen die mit 280 m weltweit längste Betonplatte ohne Fugen für das Projekt Petra III des Deutschen Elektronen-Synchrotrons mitverwirklichen.
Am 19. Juni 2013 wurde er in den Projektbeirat der DB Projekt Stuttgart–Ulm GmbH berufen.
Hillemeier ist Mitglied der Deutschen Akademie der Technikwissenschaften (acatech) und der Berlin-Brandenburgischen Akademie der Wissenschaften.